# Comarca do Ortegal
A Comarca do Ortegal é uma comarca galega que inclui os seguintes quatro concelhos:  Carinho, Cerdido, Manhão e Ortigueira. Limita a Norte com o Oceano Atlântico; a Leste, com a Comarca da Mariña Occidental; a Sul com a Comarca do Eume e, a Oeste, com a Comarca de Ferrol.

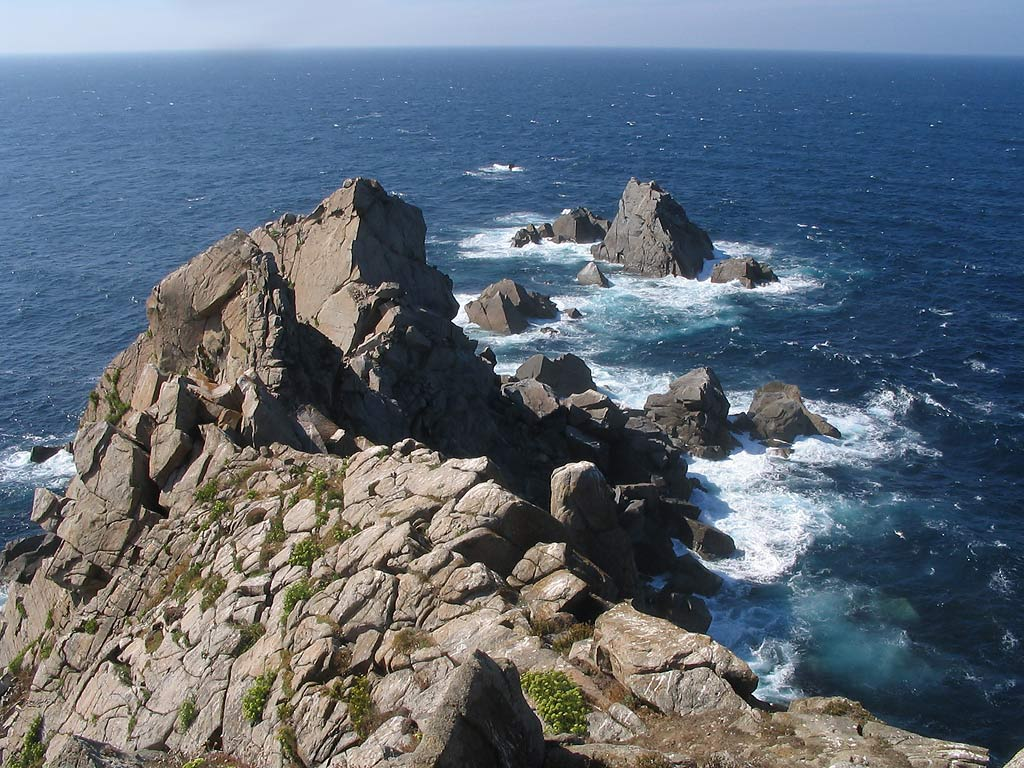
Estaca de Bares
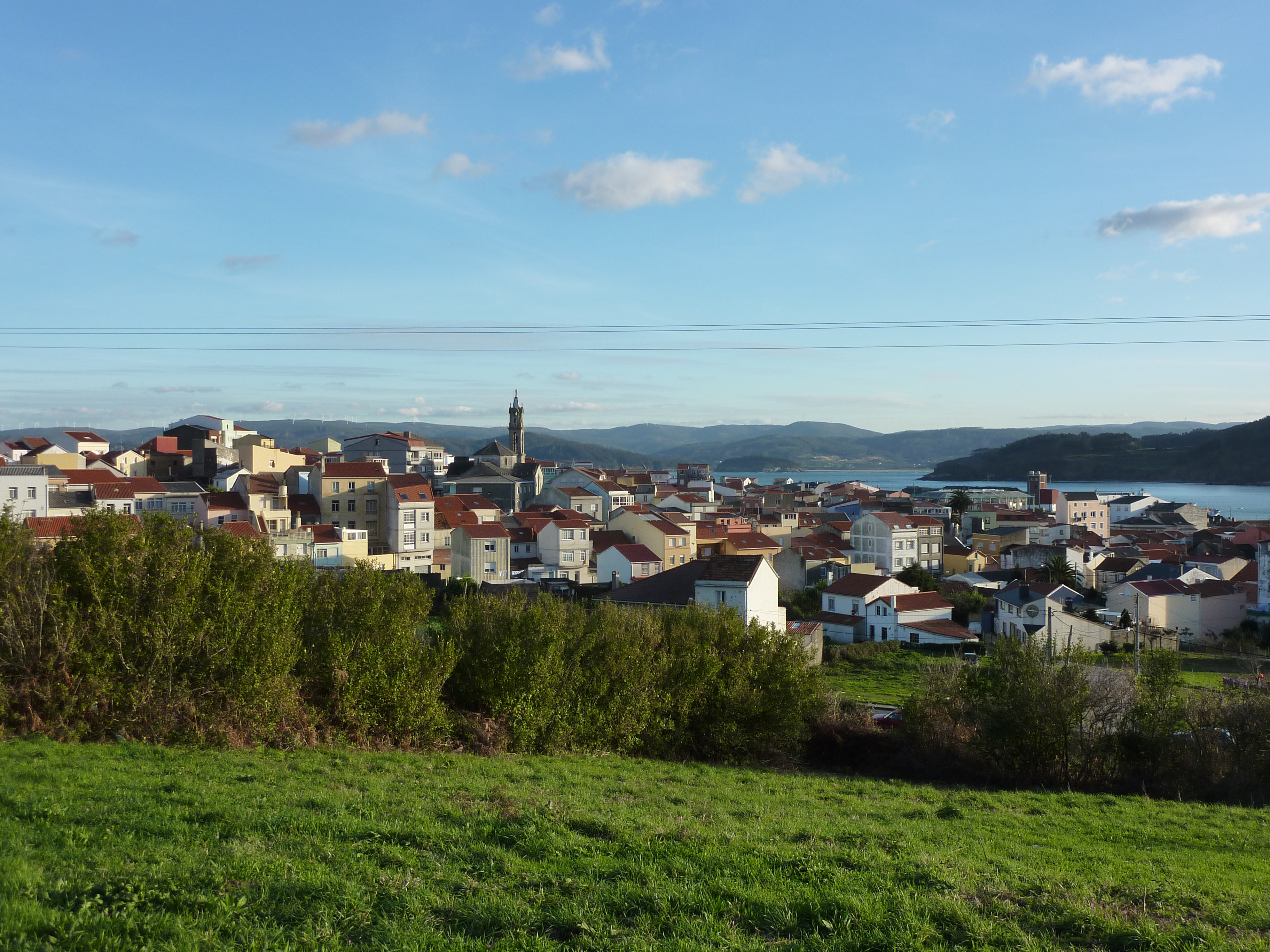
Cariño
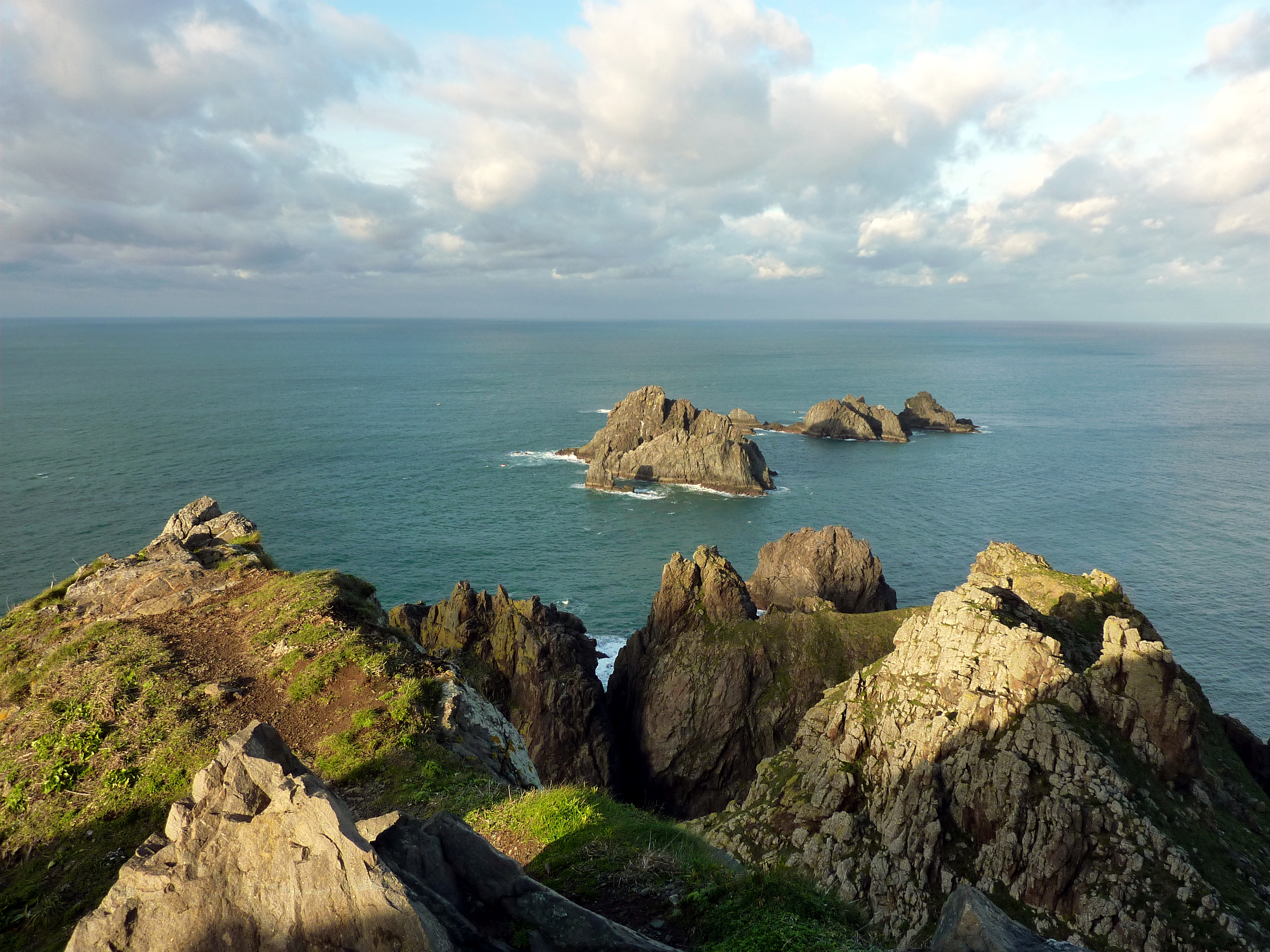
Cabo Ortegal